# シックスフィールズ・スタジアム
シックスフィールズ・スタジアム(Sixfields Stadium)は、イングランド, ノーサンプトンシャー州ノーサンプトンにあるスタジアム。ノーサンプトン・タウンFCのホームスタジアムとなっている。収容人数は7,653人。

## 概要
1994年に、カウンティ・グラウンドから移転以来ホームとして使用している。

## スタンド
- ウェスト・スタンド (West Stand)

メインスタンド。1層構造。このスタジアムで一番大きいスタンドとなっている。座席数は4,000。
- ザ・デーヴ・ボーウェン・(ノース)スタンド (The Dave Bowen (North) Stand)

ホーム側ゴール裏スタンド。1層構造。座席数はおおよそ900
- ザ・オルウィン・ハーグレイヴ・(イースト)スタンド (The Alwyn Hargrave (East) Stand)

バックスタンド。1層構造。座席数はおおよそ1,700。
- ザ・ポール・コックス・パネル & ペイント・(サウス)スタンド (The Paul Cox Panel & Paint (South) Stand)

アウェー側ゴール裏スタンド。1層構造。座席数はおおよそ900。

## 入場者数

### 平均入場者数
- 2007-2008: 5,409人 (フットボールリーグ1)
- 2006-2007: 5,573人 (フットボールリーグ1)
- 2005-2006: 5,935人 (フットボールリーグ2)
- 2004-2005: 5,927人 (フットボールリーグ2)
- 2003-2004: 5,306人 (ディビジョン3)

### 最多入場者数
- 24,523人 (旧ディビジョン1) ノーサンプトン v フラム, 1966.4.23 - カウンティ・グラウンド
- 7,557人 (ディビジョン2) ノーサンプトン v マンチェスター・シティ, 1998.9.26 - シックスフィールズ